# FIELD OF VIEW I
『FIELD OF VIEW I』（フィールド・オブ・ビュー・ファースト）は、FIELD OF VIEWの1枚目のアルバム。

## 内容
- ヒットシングル「君がいたから」「突然」を含む全10曲。FIELD OF VIEWの前身である“view”の2枚目のシングルである「迷わないで」も収録されている。この「迷わないで」は、viewのシングルとは異なり新たに収録されたもの。ちなみに、オリジナルのシングルバージョンはベスト・アルバム『BEST OF BEST 1000』に収録されている。
- このアルバムは彼らにとって唯一のオリコン1位獲得作品であったが、2枚のヒットシングル（1枚はミリオンヒット）を収録したにもかかわらず、ミリオンヒットには至らなかった。
- 「THINK OF MY SELF」はベスト・アルバム『BEST OF BEST 1000』に収録されている。

## 収録曲
1. セピア
  - 作詞:浅岡雄也 作曲:多々納好夫 編曲:安部潤

シングル『君がいたから』(1995)のc/w。’96春東映アニメフェア 『ドラゴンボール 最強への道』TV-CFソング。
2. 突然
  - 作詞:坂井泉水 作曲:織田哲郎 編曲葉山たけし

通算4枚目のシングル曲。大塚製薬『ポカリスエット』CMソング。
3. 恋が愛に変わってゆくまでに
  - 作詞･作曲:浅岡雄也 編曲:安部潤

前向きな恋愛をテーマに制作された曲。当初はミディアム・スローの曲調だったがアレンジの際、16分のハネたリズムに変えられた。また、シャッフルのグルーヴ感を出すため、隠し味的に薄くドラムのループが入れられている。天然ぼうずタイアップソング。
4. きっと離れていても
  - 作詞･作曲:浅岡雄也 編曲:池田大介

シングル『突然』(1995)のc/w。浅岡のデモテープの中では最も初期のもので1994年1月頃に作られている。
5. THINK OF MYSELF
作詞:浅岡雄也 作曲:多々納好夫 編曲:安部潤
イントロにトリッキーなシンセサイザーのシーケンス・パターンと要所要所でキーボードを使う以外は、ギターを前面に出すギターを主にしたアレンジにこだわったという楽曲。携帯電話『アステル関西』CMタイアップソング及び’96春東映アニメフェア『ドラゴンボール 最強への道』TV-CFソング。
6. 迷わないで
  - 作詞:浅岡雄也 作曲:多々納好夫 編曲:池田大介

通算2枚目のシングル曲。当アルバムに収録された曲の中では唯一view名義時代の楽曲。『突然』『きっと離れていても』とほぼ同時進行でレコーディングされた。
7. Moon Light
  - 作詞:浅岡雄也 作曲:多々納好夫 編曲:池田大介

アルバム曲中、唯一のマイナーな曲調の曲。特にドラミングではタイトなグルーヴ感を出すために、マイクやマイクの立て位置を変えるなどスネアの音決めに時間をかけたという。
8. とまどいの季節
  - 作詞:浅岡雄也 作曲:多々納好夫 編曲:池田大介

アルバム曲中、最も作詞に時間がかかった曲。浅岡曰く「アルバム全体の歌詞に言える事だが、今回のレコーディングを通して、一字言葉を変えるだけでも世界が変わってしまう作詞の奥深さを発見した」との事。
9. 明日のために
  - 作詞･作曲:浅岡雄也 編曲:安部潤

デモ段階から浅岡と安部の二人で煮詰めたという曲。特にBメロからドラムが入るパターンにこだわり、デモテープとほぼ同じシンプルかつ力強いイメージで作られている。
10. 君がいたから
  - 作詞:坂井泉水 作曲:織田哲郎 編曲:葉山たけし

通算3枚目のシングル曲。フジテレビ系ドラマ『輝く季節の中で』主題歌。

## 参加ミュージシャン
- 浅岡雄也 - ボーカル
- 小田孝 - ギター
- 小橋琢人 - ドラム
- 安部潤 - キーボード
  - 生沢佑一 (TWINZER) - コーラス
  - 川島だりあ (FEEL SO BAD) - コーラス
  - 宇徳敬子 - コーラス
  - 大黒摩季 - コーラス
  - 坂井泉水 (ZARD) - コーラス